# Shakespeare (cratère)
Pour les articles homonymes, voir Shakespeare (homonymie).
Shakespeare est un cratère d'impact présent sur la surface de Mercure. 
Le cratère fut ainsi nommé par l'Union astronomique internationale en 1979 en hommage au poète et dramaturge anglais William Shakespeare. 
Son diamètre est de 399,06 km. Il a donné son nom à la région de Mercure dans laquelle il se situe, le quadrangle de Shakespeare (quadrangle H-3).